# 타카하시 미츠오미
타카하시 미츠오미(高橋光臣, 1982년 3월 10일 ~ )는 일본의 배우이다.

## 출연작

### 드라마
- 2006년~2007년 《굉굉전대 보우켄저》 아카시 사토루/보우켄 레드 역
- 2007년 《아름다운 그대에게 미남파라다이스 시즌 1》 다이코쿠쵸 미츠오미 역
- 2011년 《해적전대 고카이쟈》
- 2012년 《실험형사 토토리 1》 야스나가 텟페이 역
- 2013년 《실험형사 토토리 2》 야스나가 텟페이 역

### 영화
- 2009년 《소녀검객 아즈미 대혈전》 스가 역
- 2023년 《킹덤3: 운명의 불꽃》 간앙 역
- 2024년 《킹덤4: 대장군의 귀환》 간앙 역